# Rossinyol de Rússia
El rossinyol de Rússia (Luscinia luscinia) és una petita au passeriforme que antigament es considerava com a membre de la família dels túrdids, però en l'actualitat la hi classifica com un papamosques de la família Muscicapidae.
És una espècie insectívora i migratòria que habita els boscos d'Europa i Àsia. La seva distribució es troba més al nord que la del rossinyol, una espècie propera. Nia gairebé a nivell del sòl, en arbusts densos. Passa els hiverns a Àfrica.
El rossinyol rus té una grandària similar al pitroig europeu. El seu plomatge és de color marró grisenc a dalt i blanc grisenc en el ventre. Els seus tons grisos, els quals li donen una aparença nebulosa en la part inferior, i la manca de les típiques franges vermelles als costats de la cua dels rossinyols són les principals diferències que té amb l'espècie. Tots dos sexes presenten un aspecte similar.
El cant dels mascles és potent, i consta de xiulades, trinats i espetecs. No té el crescent de xiulades potents del rossinyol comú.